# Campanula uyemurae
Campanula uyemurae là loài thực vật có hoa trong họ Hoa chuông. Loài này được (Kudô) Miyabe & Tatew. mô tả khoa học đầu tiên năm 1935.